# تونیس بیورکمن
تونیس بیورکمن (انگلیسی: Tönnes Björkman; ۲۵ مارس ۱۸۸۸ – ۲۱ نوامبر ۱۹۵۹) ورزشکار ورزش تیراندازی اهل سوئد بود.
وی در مسابقات کشوری و بین‌المللی در مجموع برندهٔ ۱ مدال برنز شده‌است.